# Tim Lebbon
Œuvres principales
- L'Aube des Jedi

Tim Lebbon, né le 28 juillet 1969 à Londres, est un écrivain britannique de science-fiction, fantasy et horreur. Il a obtenu le prix British Fantasy de la meilleure nouvelle en 2000 et 2001 pour White et Naming of Parts, le prix Bram Stoker de la meilleure nouvelle courte 2001 pour Reconstructing Amy, le prix British Fantasy du meilleur roman 2007 pour son roman Disk et enfin le prix British Fantasy du meilleur roman court 2009 pour The Reach of Children.

## Œuvres

### SérieNoreela
1. (en) Dusk, 2006Prix British Fantasy 2007
2. (en) Dawn, 2007
3. (en) After the War: Two Tales of Noreela, 2008
4. (en) Fallen, 2008
5. (en) The Island, 2009

### SérieHellboy
1. (en) Unnatural Selection, 2006
2. (en) The Fire Wolves, 2009

### Série30 Days Of Night
1. (en) 30 Days of Night, 2007
2. (en) Fear of the Dark, 2010

### SérieHidden Cities
Cette série est coécrite avec Christopher Golden.
1. (en) Mind the Gap, 2008
2. (en) The Map of Moments, 2009
3. (en) The Chamber of Ten, 2010
4. (en) The Shadow Men, 2011

### SérieLes Voyages de Jack London
Cette série est coécrite avec Christopher Golden.
1. Sauvage, Castelmore, 2012 ((en) The Wild, 2011)
2. (en) The Sea Wolves, 2012

### SérieToxic City
1. (en) London Eye, 2012
2. (en) Reaper's Legacy, 2013
3. (en) Contagion, 2013

### UniversStar Wars
- L'Aube des Jedi, Pocket, coll. « Star Wars » no 129, 2015 ((en) Dawn of the Jedi: Into the Void, 2013)  (ISBN 978-2-266-25597-4)

### UniversAlien

#### SérieHors des ombres
1. Alien, hors des ombres, Huginn Muninn, 2016 ((en) Out of the Shadows, 2014)

### UniversAliens vs. Predator

#### SérieThe Rage War
1. (en) Incursion, 2015
2. (en) Invasion, 2016

### UniversKing Kong
- (en) Kong: Skull Island, 2017

### SérieAngela Gough
1. (en) Relics, 2017
2. (en) The Folded Land, 2018
3. (en) The Edge, 2019

### Romans indépendants
- (en) Mesmer, 1997
- (en) The Nature of Balance, 2000
- (en) Hush, 2000Écrit avec Gavin Williams.
- Le Visage du mal, Fleuve noir, 2004 ((en) Face, 2001)
- (en) Until She Sleeps, 2002
- (en) Berserk, 2005
- (en) Desolation, 2005
- (en) The Everlasting, 2007
- (en) Bar None, 2008
- (en) Echo City, 2010
- (en) The Cabin in the Woods, 2011
- (en) Coldbrook, 2012
- (en) The Heretic Land, 2012
- (en) The Silence, 2015
- (en) Indigo, 2017Écrit avec Kelley Armstrong, Christopher Golden, Charlaine Harris, Jonathan Maberry, Seanan McGuire, James A. Moore (en), Mark Morris, Cherie Priest et Kat Richardson (en).
- Le Sang des Quatre, Bragelonne, 2018 ((en) Blood of the Four, 2018)Écrit avec Christopher Golden.
- (en) Eden, 2020
- (en) The Last Storm, 2022
- (en) Festival, 2022Écrit avec Christopher Golden.

### Recueils de nouvelles
- (en) Faith in the Flesh, 1997
- (en) As the Sun Goes Down, 2000
- (en) White and Other Tales of Ruin, 2002
- (en) Exorcising Angels, 2003Écrit avec Simon Clark.
- (en) Fears Unnamed, 2004
- (en) Last Exit for the Lost, 2010 (contient entre autres The Evolutionary, Nothing Heavenly, Pay the Ghost, Kissing at Shadows, The Horror of the Many Faces et Body)
- (en) Nothing as it Seems, 2012
- (en) Borrowed Time, 2015
- (en) Apocalypse: Three Tales of the End, 2022
- (en) Ghosts: Three Haunting Tales, 2022
- (en) All Nightmare Long, 2022Prix World Fantasy du meilleur recueil de nouvelles 2023

### Nouvelles traduites en français
- Terminus pour les défunts, 2009 ((en) Last Exit for the Lost, 2001)Publiée dans Ténèbres 2008 aux éditions Dreampress
- Poussière, 2014 ((en) In the Dust, 2010)Publiée dans L'Armée des morts aux éditions Panini